# (35864) 1999 JG68
1999 JG68 (asteroide 35864) é um asteroide da cintura principal. Possui uma excentricidade de 0.22133360 e uma inclinação de 5.89561º. Este asteroide foi descoberto no dia 12 de maio de 1999 por LINEAR em Socorro.